# Sönke Sönksen
Sönke Sönksen (* 2. März 1938 in Meldorf; † 15. November 2024) war ein deutscher Springreiter.

## Werdegang
Sönksen wurde als Sohn einer Bauernfamilie aus dem dithmarscher Meldorf geboren. In dem elterlichen Betrieb waren Pferde vorhanden, auf denen er das Reiten erlernte. Nach dem Tagesgeschäft blieb das Reiten als Freizeitvergnügen, später bekam Sönksen die Möglichkeit des regelmäßigen Trainings. Sein Trainer hierbei war zwölf Jahre lang Otto Hinrichs.
Im Jahr 1966 wechselte Sönksen in den Stall des Fleischwaren-Fabrikanten und Reitstallinhabers Werner Stockmeyer, da dieser einen Bereiter suchte. Bereits im Jahr 1965 hatte Sönksens Vater das Pferd Odysseus an Stockmeyer verkauft, das nach dem Stallwechsel erneut in den Beritt von Sönke Sönksen gelangte. Mit diesem gewann er im Jahr 1967 den Großen Preis von Neumünster. Bis zum Tod von Werner Stockmeyer verblieb Sönksen in dessen Stall in Versmold.
In den 1970er-Jahren zählte er zu den erfolgreichsten Springreitern Deutschlands, in diesem Jahrzehnt errang er auch seine großen Championatserfolge: Bei den deutschen Meisterschaften 1975 erreichte er mit Kwept den zweiten Platz. Im selben Jahr durfte er für Deutschland bei den Europameisterschaften in München mit Kwept (aus dem Stall Stockmeyer) starten: Mit der Mannschaft gewann er die Goldmedaille, in der Einzelwertung gewann er die Bronzemedaille. Ein Jahr später nahm er, ebenfalls mit Kwept, an den Olympischen Spielen 1976 teil und gewann mit der Mannschaft die Silbermedaille. Sönksen und die Equipe wurden für diesen Erfolg mit dem Silbernen Lorbeerblatt ausgezeichnet.
Sein vierter großer Championatserfolg folgte 1978 mit Kwept: in diesem Jahr gewann er die Goldmedaille der Deutschen Meisterschaft. Nach dem Tod von Werner Stockmeyer im Jahr 1979 wurde dessen Stall aufgelöst. Sönksen wurde anschließend für 13 Jahre von den Lebensmittelwerken Rau aus Hilter unterstützt.
Nach Abschluss seiner Karriere nahm er 1992 einen Trainerposten beim DOKR an der Seite des damaligen Bundestrainers der Springreiter, Herbert Meyer an und war bis 2001 rund 50 Mal Equipechef für deutsche Mannschaften bei Nationenpreisen. Auch nach Ende dieser Trainertätigkeit beim DOKR war Sönksen als Trainer und Equipechef für deutsche Mannschaften, bevorzugt bei den Nationenpreisen von Hickstead, Dublin und Spruce Meadows, aktiv. Zudem war Sönke Sönksen seit dem Ende seiner aktiven Sportlerkarriere als Wertungsrichter für Springprüfungen tätig.
Aus der Trainertätigkeit von Sönke Sönksen gingen mehrere erfolgreiche Reiter hervor: So arbeitete zum Beispiel die Deutsche Meisterin von 2009 (Damenwertung), Rebecca Golasch, bei Sönksen im Stall. Sönksens erfolgreichster Schüler ist der frühere deutsche Disziplintrainer Springreiten, Heinrich-Hermann Engemann.